# Domingo Caycedo
Domingo de Caycedo y Sanz de Santamaría (Bogotá, 4 de agosto de 1783-Ibídem, 1 de julio de 1843) fue un militar, estadista y político colombiano.
Fue uno de los firmantes de la "La Pepa", la primera Constitución Española de 1812. Fue encargado de la presidencia de la República de Nueva Granada entre 1830 y 1831, y también fungió como presidente y vicepresidente de la Gran Colombia en varias ocasiones, siendo el hombre que más veces ha ocupado el cargo en la historia de la Gran Colombia (11 en total). Como militar fue cercano a Simón Bolívar y participó en la Independencia de Colombia.
Era hijo de Luis Caycedo y Flórez, y de Josefa Santamaría y Prieto. Alcalde ordinario de Santa Fe y uno de los firmantes del Acta de creación de la Junta Suprema de Santa Fe (1810).

## Biografía

### Inicios
Se graduó en Derecho en la Universidad del Rosario en 1793, donde también trabajó como catedrático de Latinidad y alcanzó el cargo de vicerrector. En 1809 fue enviado a España para llevar las representaciones de los cabildos de Santa Fe y Cartagena de Indias. Peleó contra la invasión francesa en España y actuó como secretario de la Corte del Reino.
En Cádiz como en la isla de León cumplió la importante función de diputado suplente en las cortes de Cádiz de 1812 por el procedimiento de América y las Filipinas. Después de viajar por Portugal, Francia y Estados Unidos, regresó a Bogotá y formó parte del Consejo de Gobierno de Cundinamarca en 1812. Además, acompañó al general, Antonio Nariño, en su lucha contra los federales y obtuvo el título de capitán. El 9 de enero de 1813, obtuvo el grado de coronel y ese mismo año actuó como diputado en el Congreso de las Provincias Unidas de la Nueva Granada. El 2 de febrero de 1815, se casó en Santa Fe con Juana Jurado con quien tuvo varios hijos.
Durante la reconquista española, cayó prisionero en Purificación, Tolima. Luego, fue llevado a la capital y estuvo preso en el colegio de El Rosario. Gracias a la intercesión de su suegro, Juan Jurado Laynez, y al pago de una fuerte suma de dinero, logró salvarse del patíbulo. Después de la batalla de Boyacá en 1819 y de haber sido restablecida la independencia, Caycedo rindió una partida de realistas, comandada por el teniente coronel Antonio Fominaya (exgobernador del Socorro), para la ciudad de Purificación.
Seguidamente, el general Simón Bolívar lo nombró gobernador y comandante general de Neiva, donde organizó el batallón Vargas. Elegido parlamentario, concurrió al Congreso Nacional de 1823 a 1827, ocupando la presidencia de la Cámara. Luego, pasó al Senado y fue ascendido a general de brigada de los ejércitos de Colombia en 1827. Al año siguiente nuevamente regresó a la gobernación de Neiva y, después de la conspiración de septiembre de 1828, llevó al Libertador a su hacienda cerca a la población Fucha (Cundinamarca).
Simón Bolívar lo designó ministro del Interior en 1829, y en 1830 ministro de Relaciones Exteriores.

## Presidencias de Colombia (1830-1831)
Caycedo se convirtió en el único colombiano que ha ocupado el cargo en más de 10 ocasiones, 11 para ser exactos, a lo largo de casi 30 años. Unas ocasiones asumió como reemplazo temporal del titular y otras por elección legislativa.

### Primera presidencia (marzo a mayo de 1830)
Caycedo, como presidente del Consejo de Ministros, ocupó la Presidencia de la República en reemplazo de Bolívar, quien dimitió ante el Congreso el 2 de marzo de 1830.

### Vicepresidencia (1830)
El 4 de mayo de ese mismo año, la nueva constitución obtenida por medio del Congreso Admirable estaba lista y fue sancionada por Caycedo el 15 de mayo de 1830, sin que el Congreso hubiera esperado el visto bueno de varias regiones. Luego el Congreso eligió presidente del país al protegido de Bolívar, Joaquín Mosquera y su vicepresidente  Caycedo. Bolívar apoyó a la dupla porque creía que Mosquera declinaría por enfermedad, esperando éste recobrar el poder en nombre de Mosquera.

### Segunda presidencia (mayo a junio de 1830)
Caycedo asumió la presidencia hasta el 15 de junio, cuando Mosquera llegó a Bogotá, dado que se encontraba en su natal Popayán en el momento de su designación.

Pese a la designación de Caycedo, había un grupo seguidores de Bolívar que pedía su regreso al gobierno; este grupo inicialmente estuvo encabezado por Juan de Francisco y García del Río, hecho que ocasionó disgustos por parte de muchos sectores. El problema escaló y el 18 de mayo de 1830 se insubordinaron en Bogotá dos batallones: Granaderos y Húsares de Apure, compuestos por soldados venezolanos, además por todo el país se reanudó agitación y revueltasː varias provincias se negaron a reconocer la nueva constitución, incluso algunas regiones habían pedido su anexión a naciones vecinas o proyectos separatistas.

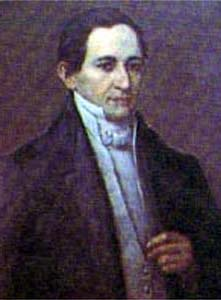
Fragmento del retrato de Caicedo en el Salón del Consejo de Ministros, Casa de Nariño, Bogotá-

### Tercera presidencia (agosto de 1830)
En el territorio nacional continuó complicándose la situación, batallones incluso de veteranos se unían al descontento, los enfrentamientos entre ciudadanos eran algo corriente; y Manuelita Sáenz y otros seguidores de Bolívar alentaban la situación, por lo que el 2 de agosto de 1830 Caycedo nuevamente asumió el mando hasta el 17 del mismo mes debido a una licencia solicitada por Mosquera.
Un grupo de militares se incluyeron al escenario: el Batallón Callo, el batallón más grande prácticamente por su tamaño casi que una división (1200 soldados) en cabeza del general Urdaneta entraron a formar parte y por orden del presidente Joaquín Mosquera fueron enfrentados pero sus tropas fueron derrotadas en El Santuario (Cundinamarca).  El presidente Mosquera no se mostró como un gobernante apto y perdió todo apoyo. El 4 de septiembre se retiraron del mando tanto el presidente, Mosquera, como el vicepresidente, Caycedo.

### Golpe de Estado de 1830
Después de los incidentes con el batallón Callao, y el 5 de septiembre de 1830 asumió la dictadura el general Rafael Urdaneta quien manifestó tomaba el poder transitoriamente hasta que Simón Bolívar regresara como gobernante, sin embargo muchas regiones consideraron eso como un acto ilegítimo y los proyectos de separación por parte de regiones se acentuaron, además tuvo que enfrentarse con tropas y militares aún más fuertes, Urdaneta impuso una persecución contra opositores y pasado el tiempo esto se convirtió en una desventaja para él, porque su poder iba en declive y perdió mucha simpatía por parte de la población.
Los generales José María Obando y José Hilario López había estado organizando un ejército al que denominaron "Ejército de la Libertad" y otros más se le unieron que se habían alzado contra el gobierno de Urdaneta. Sin embargo Urdaneta envió emisarios que acordaron como punto de encuentro la población de Apulo, donde después de dos días de negociación Urdaneta aceptó presentar su renuncia, hecho que ocurrió días después el 30 de abril de 1831 ante el Consejo del Estado.

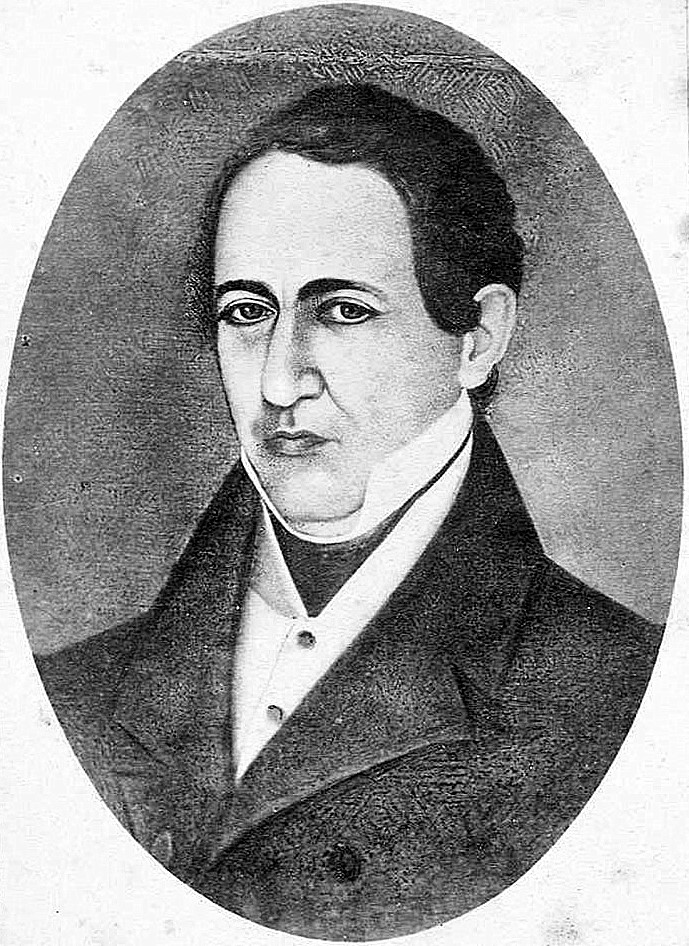

### Regreso al poderː Tercera presidencia (1831)
Con Urdaneta fuera, las autoridades legislativas le regresaron el poder a Mosquera, quien había huido a Nueva York; por su parte, Caycedo se radicó en su hacienda de Saldaña. La ausencia de Mosquera obligó a que el 14 de abril de 1831 Caycedo, a solicitud de los jefes legitimistas, asumiera de nuevo el mando en Purificación. El 2 de mayo entró a Bogotá y, al día siguiente, el Consejo de Estado le encargó la presidencia en forma provisional.
Pese a que Caycedo le solicitó a Mosquera regresar a Colombia para que asumiera el mando, éste se negó porque consideraba poco útil gobernar cuando le quedaban pocos meses para completar su mandato, por lo que Caycedo fue proclamado presidente. El 7 de mayo, Caycedo convocó la Convención Granadina, la cual había de constituir la República. Esta se instaló el 20 de octubre y, a petición del presidente encargado, la Convención eligió como nuevo vicepresidente al general José María Obando, quien se posesionó, en su reemplazo el 23 de noviembre de 1831. En 1832 su gobierno convocó a una convención que aprobó la Constitución Política de 1832 y conformó la República de la Nueva Granada.

### Postpresidencia
Caycedo entregó el poder a Santander, quien fue elegido presidente. De igual forma, debido a su renuncia, ocupó el Ministerio de Hacienda durante el gobierno del general Francisco de Paula Santander y en 1833 ingresó al Senado por Bogotá.

## Otras presidencias (1836-1841)
En 1836, Caycedo volvió por tercera vez a la gobernación de Neiva y nuevamente en 1840 lo eligieron vicepresidente de la República durante los gobiernos de José Ignacio de Márquez y del general Pedro Alcántara Herrán, por lo que se hizo cargo del gobierno en ausencia de estos. Por ejemplo, durante el gobierno de Márquez, Caycedo fue nombrado secretario de Hacienda, y bajo éste cargo le correspondió reemplazar al titular en seis ocasiones diferentes por retiros temporales de éste, lo que lo convirtió en el hombre que más veces ocupó la presidencia de Colombia, con 11 presencias en total.

### Muerte
Retirado del gobierno, Domingo Caycedo falleció el 1.º de julio de 1843 a los 59 años, en Puente Aranda, cerca a Bogotá, en la Provincia del mismo nombre, República de Nueva Granada.